# Petter Sandström
Petter Sandström, född 14 september 1977 i Umeå, är en svensk före detta ishockeymålvakt.
Sandström inledde sin professionella karriär i IF Björklöven i Hockeyallsvenskan säsongen 1999/2000 där han hade en räddningsprocent på 91%, den högsta i serien. Efter tre säsonger i Björklöven, vilket bland annat innebar Kvalserie- och Elitseriespel, gick Sandström till ECHL-klubben Alaska Aces. Efter 15 matcher i Aces återvände han till Björklöven.
Under säsongen 2002/2003 gjorde Sandström en kort sejour i Nottingham Panthers i EIHL, för att sedan återvända till Sverige och Allsvenska IF Troja-Ljungby. Med undantag för säsongen 2004/2005 då Sandström återvände till moderklubben Tegs SK för spel i Allsvenskan, var han trogen Troja-Ljungby under sju säsonger, senast 2010/2011.
Den 18 oktober 2011 meddelades det att Sandström återigen skrivit på för Björklöven. Efter att ha avancerat till Hockeyallsvenskan med Björklöven säsongen 2012/2013 avslutade Sandström sin spelarkarriär.